# LAME

A LAME eredeti logója

A LAME egy nyílt forráskódú MP3-kódoló alkalmazás. A szó az angol LAME Ain't an MP3 Encoder (magyarul „A LAME nem egy MP3-kódoló”) kifejezésből készült rekurzív mozaikszó.

## Programok LAME használatához, LAME-t használó programok
| Program                                                               | Operációs rendszer/Programozási nyelv | Leírás |
| --------------------------------------------------------------------- | ------------------------------------- | --- |
| ACS Audio Component Suite v.2.4                                       | Delphi                                | Hangok kezelésére készített komponenscsalád Delphire.                                                             |
| Amadeus II Archiválva 2006. május 17-i dátummal a Wayback Machine-ben | Mac OS X                              | Hangszerkesztő program                                                                                            |
| Audacity                                                              | Windows                               | Hangfelvevő és -szerkesztő és -átalakító program, ismeri a WAV és Ogg Vorbis formátumokat is                      |
| CDex                                                                  | Windows                               | Audio CD rippelő program                                                                                          |
| Easy CD-DA Extractor                                                  | Windows                               | Audio CD rippelő program és zeneformátumok közötti konvertáló program, ismer sok egyéb formátumot is              |
| Exact Audio Copy (EAC)                                                | Windows                               | Audio CD rippelő program                                                                                          |
| FreeRIP                                                               | Windows                               | Audio CD rippelő program és zeneformátumok közötti konvertáló program, ismeri a WAV és Ogg Vorbis formátumokat is |
| getID3()                                                              | PHP                                   | MP3-ban található információ kinyerésére alkalmas PHP szkript                                                     |
| Grip                                                                  | GNOME (GNU/Linux)                     | LAME GUI |
| iTunes-LAME                                                           | Mac OS X                              | LAME kiegészítése iTunes-szal                                                                                     |
| jLame                                                                 | Java                                  | LAME GUI |
| jRipper                                                               | Windows, Linux                        | LAME GUI, Java alapú                                                                                              |
| k3b                                                                   | KDE (Linux                            | Audio CD rippelő program                                                                                          |
| LAME GUI / BeSweet GUI                                                | Windows                               | LAME GUI |
| Lamedrop                                                              | Windows                               | LAME GUI (hasonló az OggDrop-hoz)                                                                                 |
| Max Archiválva 2006. május 12-i dátummal a Wayback Machine-ben        | Mac OS                                | Audio CD rippelő program                                                                                          |
| Nero                                                                  | Windows                               | CD és DVD író programcsomag, tud Audio CD-t rippelni                                                              |
| RazorLame (előzőleg RazorBlade)                                       | Windows                               | GUI a parancssoros LAME Encoder programhoz                                                                        |
| Sound Normalizer                                                      | Windows                               | Audio program |
| VideoLAN                                                              | Windows, Linux, Mac OS X, BeOS        | Multimédia lejátszó program                                                                                       |
| WinAmp                                                                | Windows                               | Sokoldalú zenelejátszó program                                                                                    |
| winLAME                                                               | Windows                               | LAME GUI |
| Zortam Mp3 Media Studio                                               | Windows                               | Minden-az-egyben MP3 kezelő program                                                                               |
| xrecode II                                                            | Windows                               | audio konvertáló és CD rippelő program.                                                                           |

## Jogi viták

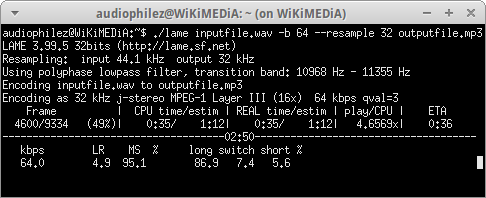
LAME v3.99.5

A LAME szoftver a GNU Lesser General Public License (LGPL) alatt van licencelve. 2005 novemberében olyan jelentéseket kaptak, hogy Kiterjesztett másolásvédelmi szoftvereket (köztük egy rootkitet) raktak néhány SONY CD-re, felhasználva a LAME könyvtár részeit anélkül, hogy eleget tettek volna az LGPL feltételeinek.